# 彰化縣芳苑鄉建新國民小學
彰化縣芳苑鄉建新國民小學，是位於臺灣彰化縣芳苑鄉的一所公立國民小學，學區範圍有：芳苑鄉新生村4-16鄰及建平村1-4鄰、11-13鄰。

## 校史
建新國小一帶原屬草湖國民學校學區，到了1952年7月，由地方士紳及家長捐獻代用教室一間及地皮六分餘，為建校基地。8月，編為「草湖國民學校新生分班」，林麗明為分班主任。1954年8月升格改制為「草湖國民學校新生分校」，續由林麗明擔任分校主任。
1961年8月獨立設校，稱為「建新國民學校」，謝瑞禎擔任第一任校長，吳雨水擔任家長會長。1968年8月配合九年國民義務教育實施，改制為「建新國民小學」。
2013年8月通過彰化縣102年品牌認證特色學校-閱讀教育之校園環境、英語教育之行政管理。

## 學校特色
教學上，建新國小推動品格教育、閱讀教育，及多元英語學習。同時，學校辦理數位學伴、課後照顧等措施，輔助學生學習。

## 歷任校長
|          | 名字   | 上任日期      | 卸任日期      |
| -------- | ------ | ------------- | ------------- |
| 第一任   | 謝瑞禎 | 1961年9月1日  | 1963年9月8日  |
| 第二任   | 謝 勸  | 1963年9月9日  | 1964年8月31日 |
| 第三任   | 謝瑞禎 | 1964年9月1日  | 1970年8月31日 |
| 第四任   | 洪燕山 | 1970年9月1日  | 1973年8月22日 |
| 第五任   | 蔡麗卿 | 1973年8月23日 | 1977年5月22日 |
| 第六任   | 巫維新 | 1977年5月23日 | 1984年8月31日 |
| 第七任   | 陳慶雲 | 1984年9月1日  | 1988年8月15日 |
| 第八任   | 陳竹水 | 1988年8月16日 | 1991年8月15日 |
| 第九任   | 陳墀浩 | 1991年8月16日 | 1999年7月31日 |
| 第十任   | 林明和 | 1999年8月1日  | 2001年7月31日 |
| 第十一任 | 李遠筕 | 2001年8月1日  | 2005年7月31日 |
| 第十二任 | 黃素珍 | 2005年8月1日  | 2012年1月31日 |
| 第十三任 | 鄭玟玟 | 2012年2月1日  | 2015年1月31日 |
| 第十四任 | 黃信君 | 2015年2月1日  | 2019年1月31日 |
| 第十五任 | 謝宗翰 | 2019年2月1日  | 現任          |

## 外部連結
- 彰化縣教育網路中心 （页面存档备份，存于）
- 臺灣方志芳苑鄉志 文化篇第一章教育篇 （页面存档备份，存于）
- 彰化縣芳苑鄉建新國小 - 東海大學社會實踐資訊整合平台 （页面存档备份，存于）
- 彰化縣建新國小facebook （页面存档备份，存于）